# Vissige purperhoedrussula
De vissige purperhoedrussula (Russula purpurata) is een paddenstoel behorend tot het geslacht Russula.

## Kenmerken

### Uiterlijke kenmerken
Hoed
De hoed heeft een diameter tot 6,5 cm. De kleur is karmijnrood tot wijnachtig tot zwartachtig paars. De hoedhuid kan tot de helft worden afgetrokken.
Steel
De steel heeft een lengte van 3-5 cm en een dikte van 0,8-2 cm. De kleur is soms ietwat roze.
Lamellen
De lamellen zijn romig oker en gevorkt.
Vlees
Het vlees is zonder vezels en breekt als een krijtje.
Sporenprint
De sporenprint is oker (IId-IIIb volgens Romagnesi).

### Microscopische kenmerken
De sporen zijn wrattig en meten 7,5-10 × 6,5-8 µm. De wratjes staan geïsoleerd en zijn 0,7-1 µm hoog. Pileocystidia zijn cilindrisch en kleuren zwak met sulfovanilline.